# Kieferneule

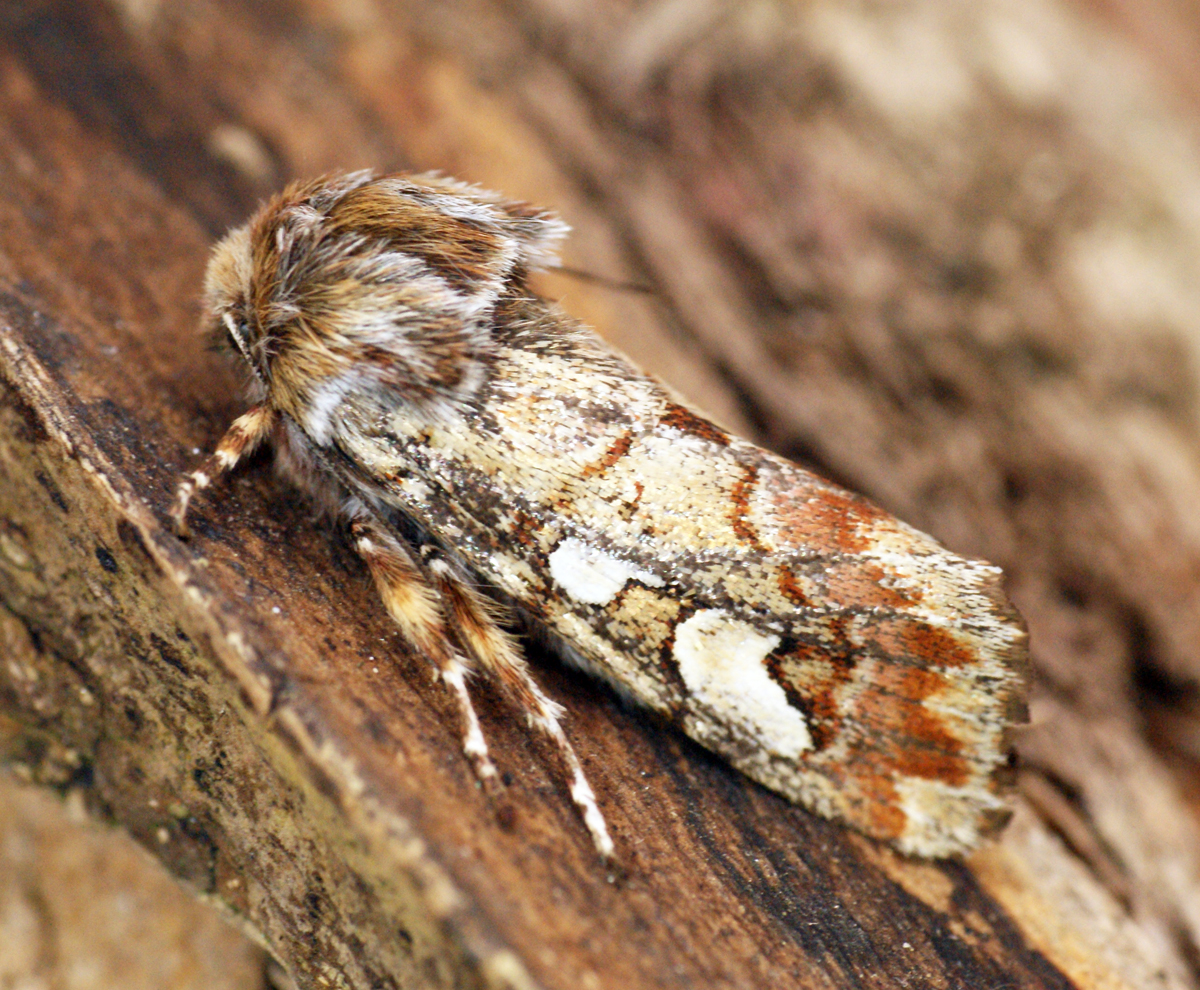
Kieferneule (Panolis flammea), Seitenansicht

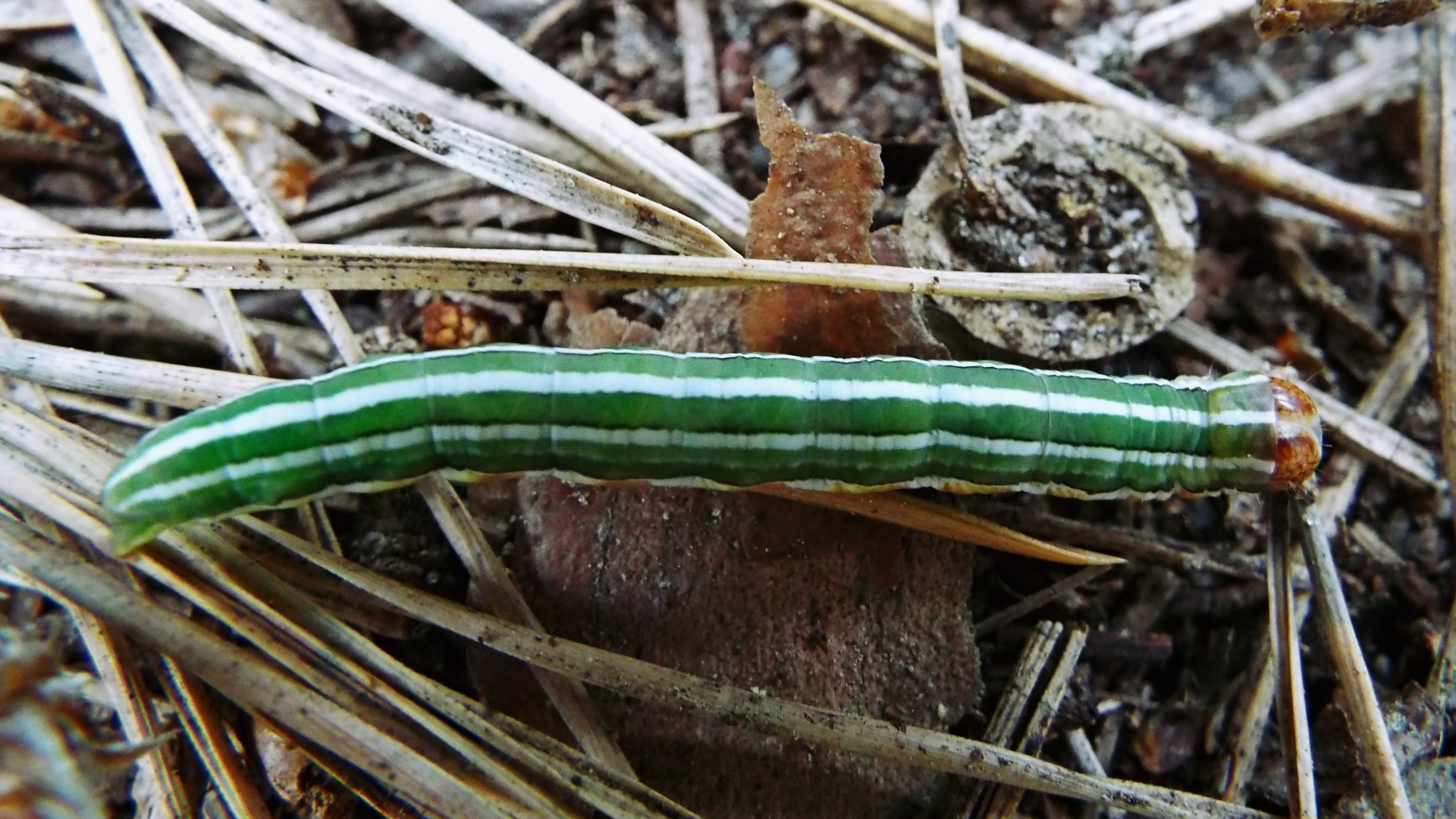
Raupe

Die Kieferneule (Panolis flammea), auch als Forleule bezeichnet, ist ein Schmetterling (Nachtfalter) aus der Familie der Eulenfalter (Noctuidae). 

## Merkmale

### Falter
Die Kieferneule ist ein mittelgroßer Nachtfalter mit einer Flügelspannweite von 30 bis 40 Millimetern. Die Färbung der Vorderflügel ist variabel und reicht von zimtrot, gelbbraun bis graubraun. Auf den Vorderflügeln sind Ring- und Nierenmakel relativ groß und sehr deutlich ausgebildet. Die Ringmakel ist zum Apex hin spitz ausgezogen. Die Nierenmakel ist stark nach außen gekrümmt und berührt mit der Längskante den Rand der Subcostalader. Die Hinterflügel sind dunkelbraun oder grauschwarz und mit einem weißen Fransenrand umgeben. Der Kopf ist stark behaart und wie die Brust rötlichgrau gefärbt. Der Hinterleib ist gelbgrau und ebenfalls behaart.

### Ei
Die Eier sind halbkugelig und längsgefurcht. Zu Beginn der Eientwicklung sind sie grün, später nehmen sie eine weißliche bis rötliche Färbung an.

### Raupe
Die Raupen werden bis ca. 37–40 Millimeter lang. Sie sind unbehaart und weisen drei Paar Thorakalbeine und vier Paar Beine an den Abdominalsegmenten 3–6 und ein Paar Nachschieber am letzten Abdominalsegment auf. Die L1-Raupe ist hellgelb bis hellgrün gefärbt und hat einen gelb gefärbten Kopf. Die helle Längsbinde ist nur undeutlich ausgebildet. Das erste Bauchfußpaar ist bei den L1- und L2-Raupen zunächst schwach ausgebildet; sie bewegen sich dadurch spannerartig fort. Die späteren Raupenstadien besitzen einen rotbraunen Kopf. Sie zeigen eine helle Rückenlinie und jederseits drei helle Längsbinden.

### Puppe
Die Puppe ist schwarzbraun bis dunkelrotbraun gefärbt und wird bis 15 mm groß. Sie besitzt einen kleinen, kegelförmigen Kremaster, auf dem zwei spitze Borsten und vier kurze Borsten sitzen.

### Ähnliche Arten
Wegen ihrer charakteristischen Zeichnung kann die Kieferneule mit keiner anderen Eulenfalter-Art verwechselt werden.

## Geographische Verbreitung und Lebensraum
Der Lebensraum der Kieferneule deckt sich mit dem Verbreitungsgebiet der Kiefer. Nur in den südlichen und nördlichen Grenzbereichen folgt sie der Futterpflanze nicht ganz so weit. Das Verbreitungsgebiet erstreckt sich im Westen von Katalonien über Südfrankreich, Mittelitalien, Mitteleuropa bis nach Westsibirien, das Kaukasusgebiet und Kleinasien. Im Norden reicht es bis an den Polarkreis, im Süden auf die nördliche Iberische Halbinsel, Italien (einschl. Sizilien und Sardinien).
Sie bewohnt lichte Kiefernwälder mit sandigem oder steinigem Boden, aber auch Steinbrüche und Gärten. Sie ist nicht selten. In den Alpen steigt sie bis auf 1700 m an.

## Lebensweise
Die Art bildet eine Generation pro Jahr. Die Falter fliegen bereits früh im Jahr von März bis Juni. Die nachtaktiven Falter ernähren sich von Weiden-, Birken- und Erlen-Pollen sowie Schlehen (Prunus spinosa). Die Falter werden von künstlichen Lichtquellen angezogen, kommen aber eher spärlich zum Köder. Die Begattung findet nachts statt. Anschließend legen die Weibchen die Eier in Zeilen an den vorjährigen Nadeln im Kronenbereich der Bäume ab, wobei die Unterseite bevorzugt wird. Dabei legt ein Weibchen über einen Zeitraum von zwei bis neun Tagen bis zu 200 Eier in den Kronenbereich von 25- bis 50-jährigen Bäumen ab. Die durchschnittliche Eizeit beträgt etwa 14 Tage und ist stark temperaturabhängig. Raupen können im Juni und Juli angetroffen werden. Die Raupen fressen fast ausschließlich an den Nadeln der Waldkiefer (Pinus sylvestris), nur bei Massenvermehrungen findet man sie auch an Fichte (Picea abies) und Weißtanne (Abies alba). Sie frisst auch an den Nadeln der aus Nordamerika eingeführten Weymouth-Kiefer (Pinus strobus). Die Larvalentwicklung dauert in Mitteleuropa durchschnittlich vier Wochen. Dabei werden fünf Larvenstadien durchlaufen. Die Eiraupen (L1) sind auf die Nadeln des Maitriebs angewiesen. Sie können sich aber auch in die Knospen einbohren, wenn sich aufgrund schlechter Witterung der Austrieb verzögert. Ab dem zweiten Larvenstadium (L2) fressen sie bereits an den Nadeln des Vorjahres, bevorzugen aber noch die jungen Triebe. Die ausgewachsenen Raupen findet man dann an den alten Nadeln. Sie leben in der Krone der Bäume. Durch die Streifenzeichnung und die langgestreckte Körperform sind die Raupen auf ihrer Nahrungspflanze zwischen den ähnlich aussehenden Nadeln perfekt getarnt. Während der Larvalentwicklung werden die Larven relativ häufig parasitiert, was eine Massenvermehrung schnell beenden kann. Zur Verpuppung lassen sich die Raupen entweder einfach aus der Krone fallen, oder sie wandern den Stamm hinunter. Sie verpuppen sich am Boden unter Moos und überwintern als Puppe in einem festen Kokon im Boden, bevor sie im Frühjahr als Falter schlüpfen.

## Schadwirkung
Die Kieferneule zählt zu den Forstschädlingen und kann in Monokulturen großen Schaden anrichten. Bei einer Massenvermehrung entwickeln sich die Raupen auf vielen kleinen Flächen gleichzeitig, so dass ganze Regionen zu einem Befallsgebiet zusammengefasst werden. Im Folgejahr kann man allerdings wegen der erstaunlichen Regenerationsfähigkeit der Kiefer kaum noch Spuren des Kahlfraßes feststellen. Die geschwächten Bäume können jedoch leichter von so genannten Sekundärschädlingen befallen werden. Dazu zählen u. a. Borkenkäfer und Rüsselkäferarten aus der Gattung Pissodes.
Ein erster historischer Bericht stammt aus dem Jahr 1777 und informiert über einen Befall im Groß Schönebecker Forst (Brandenburg). 
In den Jahren 1924 und 1925 fügten die damals Forleulen genannten Falter dem Waldbestand in Schwerin an der Warthe große Schäden zu. Wörtlich heißt es: „Was Hochwasser, das Jahr für Jahr den Netzebruch heimsucht, nicht vollenden konnte, was Grenzregulierungen [...] nicht vermochten, das hat der Forleulenfraß der Jahre 1924 und 1925 fertig gebracht.“
Der letzte bekannte Befall wurde 2001 in Polen registriert.

## Systematik
Die früher als Unterart von Panolis flammea betrachtete japonica Draudt, 1935, wird heute als eigenständige Art Panolis japonica Draudt, 1835 aufgefasst. Dadurch verkleinert sich das Verbreitungsgebiet von Panolis flammea gegenüber älteren Angaben.